# 神戸市立神陵台中学校
神戸市立神陵台中学校（こうべしりつ しんりょうだいちゅうがっこう）は、兵庫県神戸市垂水区にある公立中学校。

## 沿革
- 1971年（昭和46年）4月1日 - 神戸市立神陵台中学校開校。

## 部活動

### 運動部
- 野球部
- ソフトテニス部
- 男子バスケットボール部
- 女子卓球部
- 女子バレーボール部

### 文化部
- 吹奏楽部
- 総合芸術部

## 校区
- 神戸市立神陵台小学校の通学区域
- 神戸市立多聞台小学校の通学区域
- 神戸市立西脇小学校の通学区域[1]

## 卒業生
- 濱田貴司（作曲家・ミュージシャン）
- 桂三ノ助（落語家）
- 戸田隆矢（元プロ野球選手）

## 交通アクセス
- JR朝霧駅より、神戸市バス、山陽バス「神陵台小学校前」下車、徒歩１分

## 通学区域が隣接している学校
- 神戸市立舞子中学校
- 神戸市立星陵台中学校
- 神戸市立本多聞中学校
- 神戸市立長坂中学校
- 明石市立朝霧中学校